# 聖喬治 (堪薩斯州)
聖喬治（英語：St. George）是一個位於美國堪薩斯州波特瓦特米縣的城市。

## 地方資料
根據2020年美國人口普查的數據，聖喬治的面積為1.67平方千米，當中陸地面積為1.67平方千米，而水域面積為0.00平方千米。當地共有人口1054人，而人口密度為每平方千米631.14人。